# Лебедев, Анатолий Сергеевич
Анато́лий Серге́евич Ле́бедев (род. 1977, Хабаровск) — российский боксёр, представитель наилегчайшей весовой категории. Выступал за сборную команду России по боксу в конце 1990-х — начале 2000-х годов, многократный призёр российских национальных первенств, обладатель Кубка России, победитель и призёр турниров международного значения. На соревнованиях представлял Хабаровский край и Комсомольск-на-Амуре, мастер спорта России международного класса. Также известен как тренер по боксу.

## Биография
Анатолий Лебедев родился в 1977 году в Хабаровске. Окончил Дальневосточную государственную академию физической культуры по специальности «физическая культура и спорт».
Как боксёр проходил подготовку под руководством хабаровского тренера Владимира Александровича Лукьянова.
В 1996 году выступил на чемпионате России в Екатеринбурге, но попасть здесь в число призёров не смог, на стадии 1/8 финала наилегчайшей весовой категории был остановлен Андреем Малыгиным. В 1998 году одержал победу на Кубке России в Красноярске, в частности в финале взял у Малыгина реванш.
Первого серьёзного успеха на взрослом международном уровне добился в сезоне 1999 года, когда выиграл Гран-при Усти в Чехии, где, помимо прочего, в финале одолел известного польского боксёра Анджея Ржаны. Кроме того, в этом сезоне был лучшим на Открытом Кубке Москвы по боксу.
На чемпионате России 2000 года в Самаре Лебедев дошёл в наилегчайшем весе до финала, уступив только Георгию Балакшину. В следующем сезоне на аналогичных соревнованиях в Саратове вновь встретился в финале с Балакшиным и снова проиграл ему. Также занял второе место на Кубке России в Подольске, где в решающем финальном поединке потерпел поражение от Максима Халикова, выиграл международный турнир во Владивостоке и Мемориал Константина Короткова в Хабаровске.
В 2002 году Анатолий Лебедев стал бронзовым призёром чемпионата России в Ростове-на-Дону, получил бронзу на чемпионате Международного совета военного спорта в Ирландии, занял второе место на международном мемориальном турнире Умаханова в Махачкале, выиграл Мемориал Константина Короткова в Хабаровске.
За выдающиеся спортивные достижения удостоен почётного звания «Мастер спорта России международного класса».
После завершения спортивной карьеры занялся тренерской деятельностью. Старший тренер юниорской сборной команды Хабаровского края по боксу, тренер хабаровского центра развития бокса. С 2012 года по совместительству работает педагогом секции «Бокс» в Муниципальном бюджетном учреждении дополнительного образования 
детский оздоровительно-образовательный (профильный) центр «Спарта».